# (Izocitrat dehidrogenaza (NADP+)) kinaza
(izocitrat dehidrogenaza (NADP+)) kinaza (EC 2.7.11.5, (izocitratna dehidrogenaza (NADP+)) kinaza, ICDH kinaza/fosfataza, IDH kinaza, IDH kinaza/fosfataza, IDH-K/P, IDHK/P, izocitrat dehidrogenaza kinaza (fosforilacija), izocitrat dehidrogenaza kinaza/fosfataza, STK3) je enzim sa sistematskim imenom ATP:(izocitrat dehidrogenaza (NADP+)) fosfotransferaza. Ovaj enzim katalizuje sledeću hemijsku reakciju
ATP + [izocitrat dehidrogenaza (+)] {\displaystyle \rightleftharpoons } ADP + [izocitrat dehidrogenaza (+)] fosfat
Ovaj enzim nema aktivirajuće jedinjenje, ali je specifičan za svoj supstrat.

## Literatura
- Nicholas C. Price; Lewis Stevens (1999). Fundamentals of Enzymology: The Cell and Molecular Biology of Catalytic Proteins (Third изд.). USA: Oxford University Press. ISBN 019850229X.
- Eric J. Toone (2006). Advances in Enzymology and Related Areas of Molecular Biology, Protein Evolution (Volume 75 изд.). Wiley-Interscience. ISBN 0471205036.
- Branden C; Tooze J. Introduction to Protein Structure. New York, NY: Garland Publishing. ISBN 0-8153-2305-0.
- Irwin H. Segel. Enzyme Kinetics: Behavior and Analysis of Rapid Equilibrium and Steady-State Enzyme Systems (Book 44 изд.). Wiley Classics Library. ISBN 0471303097.
- William P. Jencks (1987). Catalysis in Chemistry and Enzymology. Dover Publications. ISBN 0486654605.

## Spoljašnje veze
- (isocitrate+dehydrogenase+(NADP+))+kinase на 